# Okręg wyborczy Aldeburgh
Okręg wyborczy Aldeburgh powstał w 1571 r. i wysyłał do angielskiej, a następnie brytyjskiej, Izby Gmin dwóch deputowanych. Okręg obejmował miasto Aldeburgh w hrabstwie Suffolk. Został zlikwidowany w 1832 r.

## Deputowani do brytyjskiej Izby Gmin z okręgu Aldeburgh

### Deputowani w latach 1571–1660
- 1604–1614: William Woodhouse
- 1604–1611: Thomas Rivett
- 1614–1622: Henry Glemham
- 1621–1622: Charles Glemham
- 1624: John Bence
- 1625–1626: Thomas Glemham
- 1640–1642: William Rainsborough
- 1640–1648: Alexander Bence
- 1642–1648: Squire Bence
- 1659: Laurence Oxburgh
- 1659: John Bence

### Deputowani w latach 1660–1832
- 1660–1669: Robert Brooke
- 1660–1661: Thomas Bacon
- 1661–1679: John Holland
- 1669–1679: John Bence
- 1679–1679: Richard Haddock
- 1679–1679: Henry Johnson
- 1679–1689: John Bence
- 1679–1685: John Corrance
- 1685–1689: Henry Bedingfield
- 1689–1719: Henry Johnson
- 1689–1718: William Johnson
- 1718–1732: Samuel Lowe
- 1719–1727: Walter Plumer
- 1727–1730: William Windham of Earsham Starszy
- 1730–1734: John Williams
- 1732–1741: George Purvis
- 1734–1747: William Conolly
- 1741–1741: Francis Gashry
- 1741–1747: Richard Plumer
- 1747–1761: William Windham of Earsham Młodszy
- 1747–1774: Zachary Philip Fonnereau
- 1761–1768: Philip Fonnereau
- 1768–1773: Nicholas Linwood
- 1773–1779: Thomas Fonnereau
- 1774–1780: Richard Combe
- 1779–1784: Martyn Fonnereau
- 1780–1790: Philip Champion Crespigny
- 1784–1790: Samuel Salt
- 1790–1796: George Grey, lord Grey of Groby, wigowie
- 1790–1796: Thomas Grenville, wigowie
- 1796–1812: John Aubrey, wigowie
- 1796–1800: Michael Angelo Taylor, wigowie
- 1800–1802: George Johnstone
- 1802–1812: John McMahon, torysi
- 1812–1812: Sandford Graham
- 1812–1818: James Blackwood, 2. baron Dufferin i Claneboye, torysi
- 1812–1818: Andrew Strahan, torysi
- 1818–1820: Samuel Walker, torysi
- 1818–1829: Joshua Walker, torysi
- 1820–1826: James Blair, torysi
- 1826–1827: John Wilson Croker, torysi
- 1827–1829: Wyndham Lewis, torysi
- 1829–1832: Arthur Wellesley, markiz Douro, torysi
- 1829–1830: Spencer Horsey Kilderbee, torysi
- 1830–1832: John Wilson Croker, torysi